# Westenhanger Castle
Westenhanger Castle er en befæstet herregård, der tidligere var i det det engelske kongehus' eje. 
Herregården ligger ved siden af Westenhanger railway station og Folkestone Væddeløbsbane i Kent i Sydengland. 
Slottet har overlevet en periode med konstant nedgang til nær ruin i de seneste år, men de nuværende ejere har påbegyndt konsolidering, bevaring og restaurering. Slottet og de tilstødende bygninger blev i 2015 anvendt til konferencer og bryllups-arrangementer.